# Santa Bárbara do Tugúrio
Santa Bárbara do Tugúrio is een gemeente in de Braziliaanse deelstaat Minas Gerais. De gemeente telt 4.574 inwoners (schatting 2009).

## Aangrenzende gemeenten
De gemeente grenst aan Barbacena, Desterro do Melo, Mercês, Oliveira Fortes en Paiva.